# Arijanet Murić
Arijanet Anan Murić (Schlieren, 7 novembre 1998) è un calciatore montenegrino naturalizzato kosovaro di etnia albanese, portiere del Sassuolo, in prestito dall'Ipswich Town, e della nazionale kosovara.

## Carriera

### Club
Il 27 luglio 2017 firma il suo primo contratto professionistico con il Manchester City dopo 2 anni con la primavera del club inglese.
Il 31 luglio 2018 viene ceduto in prestito nei Paesi Bassi al NAC Breda, con cui esordisce fra i professionisti il 18 agosto 2018 alla seconda giornata di campionato in occasione del match di Eredivisie vinto 3-0 contro il De Graafschap.
Tuttavia, a seguito di un grave infortunio accorso al secondo portiere dei Citizens Claudio Bravo, viene sorprendentemente richiamato in anticipo dal prestito diventando così il secondo portiere dietro a Ederson.
Debutta con gli Sky blues il 25 settembre 2018 in occasione della sfida di Coppa di Lega vinta per 3-0 in trasferta contro l'Oxford Utd. Il 9 luglio 2019 viene ceduto in prestito annuale al Nottingham Forest.
Dopo avere giocato poco a Nottingham, il 18 settembre 2020 viene ceduto nuovamente in prestito, questa volta al Girona.
Il 1º febbraio 2021 viene ceduto in prestito al Willem II.
Il 5 agosto 2021 viene ceduto in prestito al Adana Demirspor.
Il 22 luglio 2022 viene ceduto a titolo definitivo al Burnley.
Il 17 luglio 2024 viene acquistato dall'Ipswich Town.
Il 13 agosto 2025 si trasferisce in prestito con diritto di riscatto al Sassuolo, in Serie A.

### Nazionale

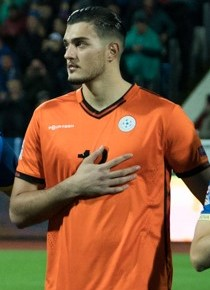
Murić con la maglia della nazionale kosovara nel 2018.

Nato in Svizzera sceglie di rappresentare il Montenegro per via delle sue origini, debuttando con la selezione Under-21 nel settembre 2017. Gioca 2 sfide amichevoli, in ordine di tempo contro Bosnia-Erzegovina e Slovenia, con la selezione giovanile montenegrina venendo espulso in entrambe.
Tuttavia avendo anche origini kosovare (oltre che albanesi) il 26 agosto 2018 sceglie di rappresentare il Kosovo, dopo che per mesi la federazione calcistica kosovara aveva provato a convincerlo di rappresentare la selezione gialloblù, riuscendo così nel proprio intento.

## Statistiche

### Presenze e reti nei club
Statistiche aggiornate al 13 agosto 2025.
| Stagione        | Squadra           | Campionato      | Campionato | Campionato | Coppe nazionali | Coppe nazionali | Coppe nazionali | Coppe continentali | Coppe continentali | Coppe continentali | Altre coppe | Altre coppe | Altre coppe | Totale | Totale |
| Stagione        | Squadra           | Comp            | Pres       | Reti       | Comp            | Pres            | Reti            | Comp               | Pres               | Reti               | Comp        | Pres        | Reti        | Pres   | Reti   |
| --------------- | ----------------- | --------------- | ---------- | ---------- | --------------- | --------------- | --------------- | ------------------ | ------------------ | ------------------ | ----------- | ----------- | ----------- | ------ | ------ |
| ago. 2018       | NAC Breda         | ED              | 1          | 0          | CO              | 0               | 0               | -                  | -                  | -                  | -           | -           | -           | 1      | 0      |
| ago. 2018-2019  | Manchester City   | PL              | 0          | 0          | FACup+CdL       | 0+5             | -1              | UCL                | 0                  | 0                  | CS          | -           | -           | 5      | -1     |
| 2019-2020       | Nottingham Forest | FLC             | 4          | -4         | FACup+CdL       | 0+1             | -5              | -                  | -                  | -                  | -           | -           | -           | 5      | -9     |
| 2020-gen. 2021  | Girona            | SD              | 2          | -3         | CR              | 4               | -2              | -                  | -                  | -                  | -           | -           | -           | 6      | -5     |
| gen.-giu. 2021  | Willem II         | ED              | 14         | -26        | CO              | -               | -               | -                  | -                  | -                  | -           | -           | -           | 14     | -26    |
| 2021-2022       | Adana Demirspor   | SL              | 31         | -38        | TK              | 1               | 0               | -                  | -                  | -                  | -           | -           | -           | 32     | -38    |
| 2022-2023       | Burnley           | FLC             | 41         | -31        | FACup+CdL       | 0               | 0               | -                  | -                  | -                  | -           | -           | -           | 41     | -31    |
| 2023-2024       | Burnley           | PL              | 10         | -16        | FACup+CdL       | 1+3             | -1 + -3         | -                  | -                  | -                  | -           | -           | -           | 14     | -20    |
| Totale Burnley  | Totale Burnley    | Totale Burnley  | 51         | -47        |                 | 4               | -4              |                    | -                  | -                  |             | -           | -           | 55     | -51    |
| 2024-2025       | Ipswich Town      | PL              | 18         | -33        | FACup+CdL       | 1+0             | 0               | -                  | -                  | -                  | -           | -           | -           | 19     | -33    |
| 2025-2026       | Sassuolo          | A               | -          | -          | CI              | -               | -               | -                  | -                  | -                  | -           | -           | -           | -      | -      |
| Totale carriera | Totale carriera   | Totale carriera | 121        | -151       |                 | 15              | -12             |                    | 0                  | 0                  |             | -           | -           | 137    | -163   |

### Cronologia presenze e reti in nazionale
| Cronologia completa delle presenze e delle reti in nazionale ― Kosovo | Cronologia completa delle presenze e delle reti in nazionale ― Kosovo | Cronologia completa delle presenze e delle reti in nazionale ― Kosovo | Cronologia completa delle presenze e delle reti in nazionale ― Kosovo | Cronologia completa delle presenze e delle reti in nazionale ― Kosovo | Cronologia completa delle presenze e delle reti in nazionale ― Kosovo | Cronologia completa delle presenze e delle reti in nazionale ― Kosovo | Cronologia completa delle presenze e delle reti in nazionale ― Kosovo |
| Data                                                                  | Città                                                                 | In casa                                                               | Risultato                                                             | Ospiti                                                                | Competizione                                                          | Reti                                                                  | Note                                                                  |
| --------------------------------------------------------------------- | --------------------------------------------------------------------- | --------------------------------------------------------------------- | --------------------------------------------------------------------- | --------------------------------------------------------------------- | --------------------------------------------------------------------- | --------------------------------------------------------------------- | --------------------------------------------------------------------- |
| 20-11-2018                                                            | Pristina                                                              | Kosovo                                                                | 4 – 0                                                                 | Azerbaigian                                                           | UEFA Nations League 2018-2019 - 1º turno                              | -                                                                     |                                                                       |
| 21-3-2019                                                             | Pristina                                                              | Kosovo                                                                | 2 – 2                                                                 | Danimarca                                                             | Amichevole                                                            | -                                                                     | 46’                                                                   |
| 25-3-2019                                                             | Pristina                                                              | Kosovo                                                                | 1 – 1                                                                 | Bulgaria                                                              | Qual. Euro 2020                                                       | -1                                                                    |                                                                       |
| 7-6-2019                                                              | Podgorica                                                             | Montenegro                                                            | 1 – 1                                                                 | Kosovo                                                                | Qual. Euro 2020                                                       | -1                                                                    | 76’                                                                   |
| 10-6-2019                                                             | Sofia                                                                 | Bulgaria                                                              | 2 – 3                                                                 | Kosovo                                                                | Qual. Euro 2020                                                       | -2                                                                    |                                                                       |
| 7-9-2019                                                              | Pristina                                                              | Kosovo                                                                | 2 – 1                                                                 | Rep. Ceca                                                             | Qual. Euro 2020                                                       | -1                                                                    |                                                                       |
| 10-9-2019                                                             | Southampton                                                           | Inghilterra                                                           | 5 – 3                                                                 | Kosovo                                                                | Qual. Euro 2020                                                       | -5                                                                    |                                                                       |
| 14-10-2019                                                            | Pristina                                                              | Kosovo                                                                | 2 – 0                                                                 | Montenegro                                                            | Qual. Euro 2020                                                       | -                                                                     |                                                                       |
| 14-11-2019                                                            | Plzeň                                                                 | Rep. Ceca                                                             | 2 – 1                                                                 | Kosovo                                                                | Qual. Euro 2020                                                       | -2                                                                    |                                                                       |
| 17-11-2019                                                            | Pristina                                                              | Kosovo                                                                | 0 – 4                                                                 | Inghilterra                                                           | Qual. Euro 2020                                                       | -4                                                                    |                                                                       |
| 3-9-2020                                                              | Parma                                                                 | Moldavia                                                              | 1 – 1                                                                 | Kosovo                                                                | UEFA Nations League 2020-2021 - 1º turno                              | -1                                                                    |                                                                       |
| 8-10-2020                                                             | Skopje                                                                | Macedonia del Nord                                                    | 2 – 1                                                                 | Kosovo                                                                | Qual. Euro 2020                                                       | -2                                                                    |                                                                       |
| 11-10-2020                                                            | Pristina                                                              | Kosovo                                                                | 0 – 1                                                                 | Slovenia                                                              | UEFA Nations League 2020-2021 - 1º turno                              | -1                                                                    |                                                                       |
| 14-10-2020                                                            | Amarousio                                                             | Grecia                                                                | 0 – 0                                                                 | Kosovo                                                                | UEFA Nations League 2020-2021 - 1º turno                              | -                                                                     |                                                                       |
| 11-11-2020                                                            | Elbasan                                                               | Albania                                                               | 2 – 1                                                                 | Kosovo                                                                | Amichevole                                                            | -2                                                                    |                                                                       |
| 15-11-2020                                                            | Lubiana                                                               | Slovenia                                                              | 2 – 1                                                                 | Kosovo                                                                | UEFA Nations League 2020-2021 - 1º turno                              | -2                                                                    |                                                                       |
| 2-9-2021                                                              | Batumi                                                                | Georgia                                                               | 0 – 1                                                                 | Kosovo                                                                | Qual. Mondiali 2022                                                   | -                                                                     |                                                                       |
| 5-9-2021                                                              | Pristina                                                              | Kosovo                                                                | 1 – 1                                                                 | Grecia                                                                | Qual. Mondiali 2022                                                   | -1                                                                    |                                                                       |
| 8-9-2021                                                              | Pristina                                                              | Kosovo                                                                | 0 – 2                                                                 | Spagna                                                                | Qual. Mondiali 2022                                                   | -2                                                                    |                                                                       |
| 9-10-2021                                                             | Solna                                                                 | Svezia                                                                | 3 – 0                                                                 | Kosovo                                                                | Qual. Mondiali 2022                                                   | -3                                                                    |                                                                       |
| 12-10-2021                                                            | Pristina                                                              | Kosovo                                                                | 1 – 2                                                                 | Georgia                                                               | Qual. Mondiali 2022                                                   | -2                                                                    |                                                                       |
| 10-11-2021                                                            | Pristina                                                              | Kosovo                                                                | 0 – 2                                                                 | Giordania                                                             | Amichevole                                                            | -2                                                                    |                                                                       |
| 14-11-2021                                                            | Amarousio                                                             | Grecia                                                                | 1 – 1                                                                 | Kosovo                                                                | Qual. Mondiali 2022                                                   | -1                                                                    |                                                                       |
| 29-3-2022                                                             | Zurigo                                                                | Svizzera                                                              | 1 – 1                                                                 | Kosovo                                                                | Amichevole                                                            | -1                                                                    |                                                                       |
| 2-6-2022                                                              | Larnaca                                                               | Cipro                                                                 | 0 – 2                                                                 | Kosovo                                                                | UEFA Nations League 2022-2023 - 1º turno                              | -                                                                     |                                                                       |
| 5-6-2022                                                              | Pristina                                                              | Kosovo                                                                | 0 – 1                                                                 | Grecia                                                                | UEFA Nations League 2022-2023 - 1º turno                              | -1                                                                    | 90+1’                                                                 |
| 12-6-2022                                                             | Volo                                                                  | Grecia                                                                | 2 – 0                                                                 | Kosovo                                                                | UEFA Nations League 2022-2023 - 1º turno                              | -2                                                                    |                                                                       |
| 24-9-2022                                                             | Belfast                                                               | Irlanda del Nord                                                      | 2 – 1                                                                 | Kosovo                                                                | UEFA Nations League 2022-2023 - 1º turno                              | -2                                                                    |                                                                       |
| 25-3-2023                                                             | Tel Aviv                                                              | Israele                                                               | 1 – 1                                                                 | Kosovo                                                                | Qual. Euro 2024                                                       | -1                                                                    |                                                                       |
| 28-3-2023                                                             | Pristina                                                              | Kosovo                                                                | 1 – 1                                                                 | Andorra                                                               | Qual. Euro 2024                                                       | -1                                                                    |                                                                       |
| 16-6-2023                                                             | Pristina                                                              | Kosovo                                                                | 0 – 0                                                                 | Romania                                                               | Qual. Euro 2024                                                       | -                                                                     |                                                                       |
| 19-6-2023                                                             | Budapest                                                              | Bielorussia                                                           | 2 – 1                                                                 | Kosovo                                                                | Qual. Euro 2024                                                       | -2                                                                    |                                                                       |
| 9-9-2023                                                              | Pristina                                                              | Kosovo                                                                | 2 – 2                                                                 | Svizzera                                                              | Qual. Euro 2024                                                       | -2                                                                    |                                                                       |
| 12-9-2023                                                             | Bucarest                                                              | Romania                                                               | 2 – 0                                                                 | Kosovo                                                                | Qual. Euro 2024                                                       | -2                                                                    |                                                                       |
| 12-10-2023                                                            | Andorra la Vella                                                      | Andorra                                                               | 0 – 3                                                                 | Kosovo                                                                | Qual. Euro 2024                                                       | -                                                                     |                                                                       |
| 12-11-2023                                                            | Pristina                                                              | Kosovo                                                                | 1 – 0                                                                 | Israele                                                               | Qual. Euro 2024                                                       | -                                                                     | 79’                                                                   |
| 22-3-2024                                                             | Erevan                                                                | Armenia                                                               | 0 – 1                                                                 | Kosovo                                                                | Amichevole                                                            | -                                                                     | 90+1’                                                                 |
| 26-3-2024                                                             | Budapest                                                              | Ungheria                                                              | 2 – 0                                                                 | Kosovo                                                                | Amichevole                                                            | -2                                                                    |                                                                       |
| 6-9-2024                                                              | Pristina                                                              | Kosovo                                                                | 0 – 3                                                                 | Romania                                                               | UEFA Nations League 2024-2025 - 1º turno                              | -3                                                                    |                                                                       |
| 15-10-2024                                                            | Pristina                                                              | Kosovo                                                                | 3 – 0                                                                 | Cipro                                                                 | UEFA Nations League 2024-2025 - 1º turno                              | -                                                                     |                                                                       |
| 15-11-2024                                                            | Bucarest                                                              | Romania                                                               | 3 – 0 tav                                                             | Kosovo                                                                | UEFA Nations League 2024-2025 - 1º turno                              | -3                                                                    | [ 17 ]                                                                |
| 18-11-2024                                                            | Pristina                                                              | Kosovo                                                                | 1 – 0                                                                 | Lituania                                                              | UEFA Nations League 2024-2025 - 1º turno                              | -                                                                     | 89’                                                                   |
| 20-3-2025                                                             | Pristina                                                              | Kosovo                                                                | 2 – 1                                                                 | Islanda                                                               | UEFA Nations League 2024-2025 - Play-off                              | -1                                                                    |                                                                       |
| Totale                                                                |                                                                       | Presenze (7º posto)                                                   | 43                                                                    |                                                                       | Reti                                                                  | -58                                                                   |                                                                       |

## Palmarès

### Club

#### Competizioni nazionali
- Community Shield: 1

Manchester City: 2018
- Coppa di Lega inglese: 1

Manchester City: 2018-2019
- Campionato inglese: 1

Manchester City: 2018-2019
- Coppa d'Inghilterra: 1

Manchester City: 2018-2019
- Campionato inglese di seconda divisione: 1

Burnley: 2022-2023